# Georg Bochmann
Georg Bochmann (ur. 18 września 1913 w Albernau, zm. 8 lipca 1973 w Offenbach am Main) – niemiecki wojskowy, SS-Oberführer, odznaczony Krzyżem Rycerskim z Liśćmi Dębu i Mieczami.

## Życiorys
Urodził się w Albernau w Saksonii. Studiował na Uniwersytecie w Lipsku, gdzie w 1933 roku wstąpił do NSDAP, wcześniej był członkiem Hitlerjugend od 1930 roku.
W dniu 1 kwietnia 1934 roku wstąpił do SS-Totenkopfverbände i pełnił służbę w obozie koncentracyjnym w Dachau. W dniu 20 kwietnia 1936 roku został mianowany na pierwszy stopień oficerski SS i został dowódcą kompanii w 1. SS-Totenkopfstandarte „Oberbayern” w Dachau.
W 1939 roku w związku z organizacją Dywizji SS „Totenkopf” został w niej dowódcą 14 kompanii w 1 pułku SS. Następnie uczestniczył w kampanii we Francji w 1940 roku, gdzie został odznaczony Krzyżem Żelaznym. Po jej zakończeniu został dowódcą dywizjonu niszczycieli czołgów SS „Totenkopf”.
Od sierpnia 1940 do marca 1941 roku służył w Wehrmachcie, gdzie odbywał praktykę wojskową, kolejno jako dowódca kompanii, oficer sztabu i dowódca batalionu szkolnego.
W 1941 roku nadal jako dowódca dywizjonu brał udział w ataku na ZSRR oraz w dalszych działaniach na froncie wschodnim. W okresie od lutego do 21 kwietnia 1942 dowodził grupą bojową SS w kotle diemiańskim, którą wyprowadził następnie z okrążenia. Po wyjściu z okrążenia został awansowany na kolejny stopień w Waffen-SS i został dowódcą 2 batalionu w 2 pułku strzeleckim SS „Thule”, wchodzącego w skład 3 Dywizji Grenadierów Pancernych SS „Totenkopf”. W lutym 1943 roku dowodząc batalionem brał udział w walkach w rejonie Charkowa w czasie niemieckiej kontrofensywy mającej na celu odzyskanie inicjatywy strategicznej na froncie niemiecko-radzieckiej po kapitulacji okrążonych w Stalingradzie wojsk niemieckich. W czasie tych walk wyróżnił się, za co został nagrodzony Liśćmi Dębu do Krzyża Rycerskiego. W lipcu 1943 roku został dowódcą pułku pancernego „Totenkopf” i wziął udział w bitwie pod Kurskiem.
W okresie od lutego do września 1944 roku był szefem wydziału w szkole oficerskiej SS w Arolsen. We wrześniu 1944 roku został dowódcą 9 pułku pancernego SS, wchodzącego w skład 9 Dywizji Pancernej SS „Hohenstaufen”, która brała udział w walkach na terenie Francji, a później w rejonie Arnhem.
W styczniu 1945 roku powrócił na front wschodni i został dowódcą 18 Dywizji Grenadierów Pancernych SS „Horst Wessel”, którą dowodził w czasie walk na terenie Śląska Opolskiego.
W marcu 1945 roku został dowódcą 17 Dywizji Grenadierów Pancernych SS „Götz von Berlichingen”, która brała udział w walkach na terenie Bawarii. W dniu 8 maja 1945 roku dostał się do niewoli amerykańskiej.

## Awanse
- podporucznik SS (SS-Untersturmführer) (20.04.1934)
- porucznik SS (SS-Obersturmführer) (20.04.1937)
- kapitan SS (SS-Hauptsturmführer) (25.08.1939)
- major SS (SS-Sturmbannführer) (20.04.1942)
- podpułkownik SS (SS-Obersturmbannführer) (9.11.1943)
- pułkownik SS (SS-Standartenführer) (9.11.1944)
- – (SS-Oberführer) (20.04.1945)

## Odznaczenia
- Krzyż Rycerski z Liśćmi Dębu i Mieczami (26.03.1945)
- Krzyż Rycerski z Liśćmi Dębu (17.05.1943)
- Krzyż Rycerski (13.05.1942)
- Krzyż Żelazny kl. I (8.07.1941)
- Krzyż Żelazny kl. II (20.06.1940)
- Srebrna Szturmowa Odznaka Piechoty
- Ogólna Odznaka Szturmowa
- Medal za Kampanię Zimową na Wschodzie 1941/1942
- Odznaka za Rany Złota
- Odznaka za Rany Srebrna
- Odznaka za Rany Czarna
- Tarcza Demiańska
- Medal Pamiątkowy 13 marca 1938[1]
- Medal Pamiątkowy 1 października 1938[1]